# Topol-M
RT-2PM2 Topol-M (rusko РТ-2ПМ2 «Тополь-М», NATO oznaka: SS-27 "Sickle B", druge oznake: RS-12M1, RS-12M2 je ruska medcelinska balistična raketa, ki je bila razvita po razpadu Sovjetske zveze. Raketo se lahko izstreli iz silosa ali pa iz mobilnega transporterja MZKT-79221. Poganja jo tristopenjski trdogorivni raketni motor, doseg je okrog 10.500 kilometrov, najmanjša razdalja je 2000 kilometrov. Topol-M uporablja inercialno in GLONASS navigacijo, natančnost je okrog 200 metrov (CEP).